# (6035) 1987 OR
(6035) 1987 OR là một tiểu hành tinh vành đai chính. Nó được phát hiện bởi Eric Walter Elst ở Đài thiên văn Haute-Provence in France ngày 27 tháng 7 năm 1987.